# Yankee Doodle
Ne doit pas être confondu avec la chanson « The Yankee Doodle Boy ».
Pour les articles homonymes, voir Doodle.
Yankee Doodle est une chanson anglaise qui date de la guerre de Sept Ans. D'abord chantée par les troupes britanniques pour railler les colons américains (doodle voulant dire « idiot » ou « bouffon »), elle est ensuite utilisée comme chant patriotique par les Américains. C'est actuellement l'hymne de l'État du Connecticut.

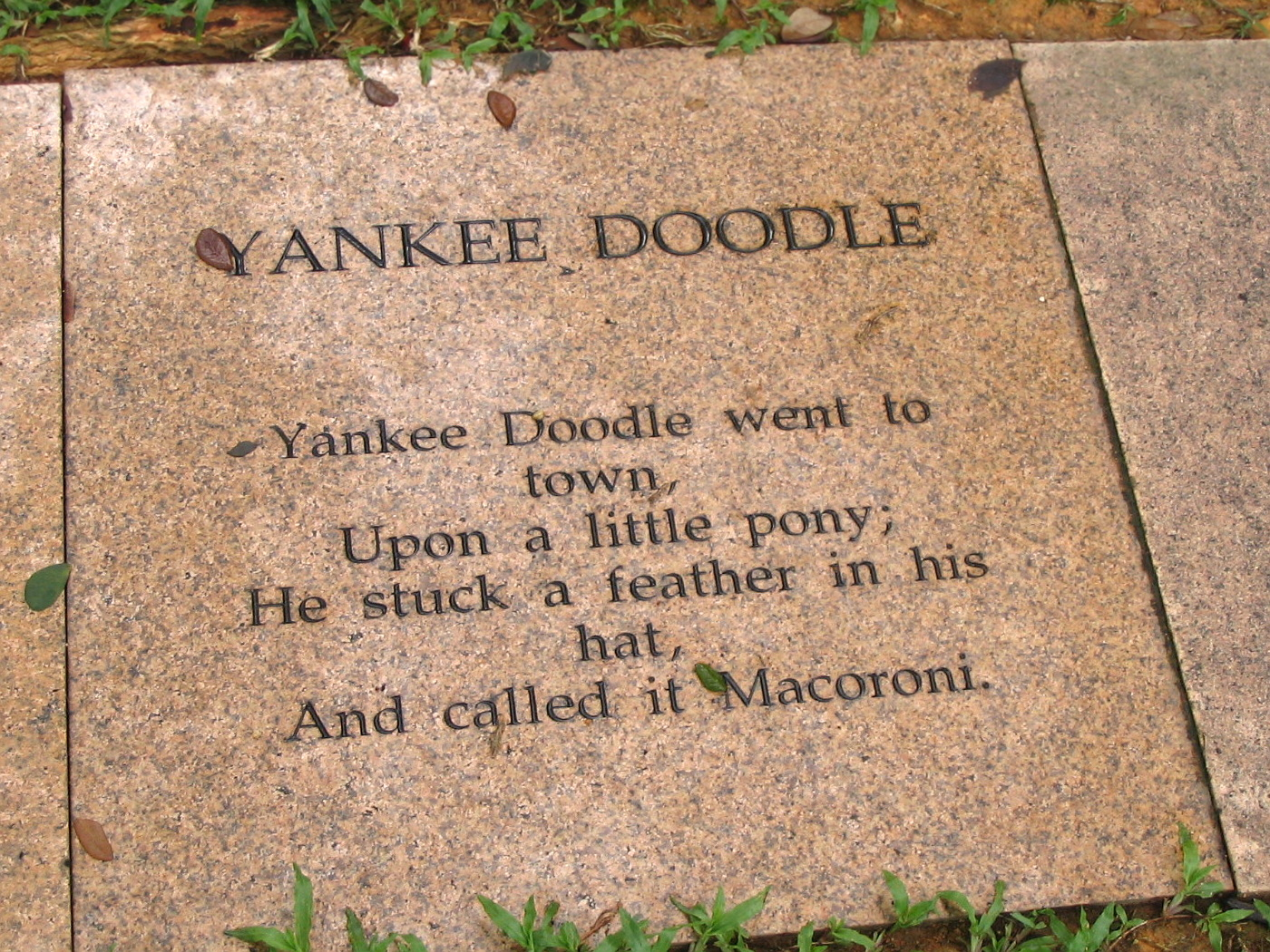
Premiers vers de la chanson gravés sur une plaque, dans un parc américain.

La chanson provient d'un air traditionnel que l'on suppose être britannique, irlandais, néerlandais ou allemand, auquel on ajoute des paroles en 1745. Elle est en circulation dans les colonies d'Amérique vers 1760. En 1767, Andrew Barton incorpore la chanson dans son opéra The Disappointment. Bien qu'elle ait été populaire parmi les troupes anglaises, elle devient un chant de ralliement dans les rangs indépendantistes. Elle est jouée par une fanfare lors de la bataille de Yorktown. En 1777, Yankee Doodle est la première chanson américaine éditée au Royaume-Uni. La première publication aux États-Unis de la musique avec ses paroles date de 1798. L'air est utilisé lors de la campagne présidentielle de 1800.
La version enregistrée par la star du banjo Vess L. Ossman en 1894 pour la North American Phonograph Company obtient un grand succès.
Une version détournée de cette chanson fut utilisée pour le film La Glorieuse Parade (Yankee Doodle Dandy) en juin 1942 et l'air servit d'indicatif à la radio La Voix de l'Amérique, qui émit à partir d'Alger après le débarquement allié en Afrique du Nord du 8 novembre 1942. On le retrouve également dans la chanson des Sex Pistols Friggin' in the Riggin'. En 1951, l'air fut arrangé par Rolf Marbot afin d'accompagner les paroles dérangées par Francis Blanche ("Le digne dindon")...
Il a été souligné que la Symphonie no 9 de Dvořák « Du Nouveau Monde » est liée à cette chanson.

## Paroles

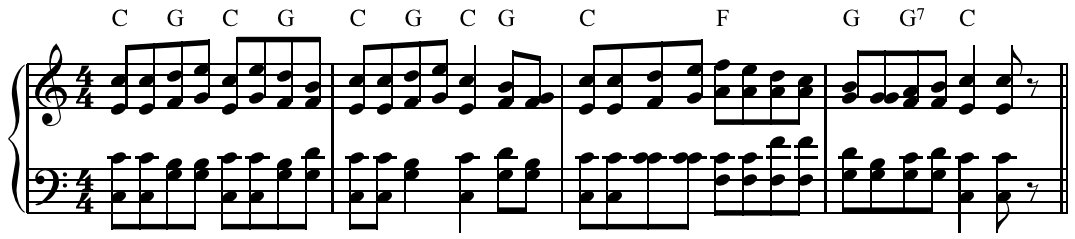
Harmonisation de Yankee Doodle

La version complète la plus commune aujourd'hui :
Yankee Doodle went to town
A-riding on a pony,
Stuck a feather in his cap
And called it macaroni'.
:Refrain :
:Yankee Doodle keep it up, 
:Yankee Doodle dandy, 
:Mind the music and the step, 
:And with the girls be handy.
:Fath'r and I went down to camp,
Along with Captain Gooding, 
And there we saw the men and boys 
As thick as hasty puddin'.
:Refrain
:And there we saw a thousand men 
As rich as Squire David, 
And what they wasted every day, 
I wish it could be saved.
:Refrain
:The 'lasses they eat it every day, 
Would keep a house a winter; 
They have so much, that I'll be bound,
They eat it when they've mind ter.
:Refrain
:And there I see a swamping gun 
Large as a log of maple, 
Upon a deuced little cart,
A load for father's cattle.
:Refrain
:And every time they shoot it off, 
It takes a horn of powder, 
and makes a noise like father's gun, 
Only a nation louder.
:Refrain
:I went as nigh to one myself
As 'Siah's inderpinning;
And father went as nigh again,
I thought the deuce was in him.
:Refrain
:Cousin Simon grew so bold,
I thought he would have cocked it;
It scared me so I shrinked it off
And hung by father's pocket.
:Refrain
:And Cap'n Davis had a gun, 
He kind of clapt his hand on't
And stuck a crooked stabbing iron
Upon the little end on't
:Refrain
:And there I see a pumpkin shell
As big as mother's bason,
And every time they touched it off
They scampered like the nation.
:Refrain
:I see a little barrel too, 
The heads were made of leather;
They knocked on it with little clubs
And called the folks together.
:Refrain
:And there was Cap'n Washington,
And gentle folks about him;
They say he's grown so 'tarnal proud
He will not ride without em'.
:Refrain
:He got him on his meeting clothes,
Upon a slapping stallion;
He sat the world along in rows,
In hundreds and in millions.
:Refrain
:The flaming ribbons in his hat,
They looked so tearing fine, ah,
I wanted dreadfully to get
To give to my Jemima.
:Refrain
:I see another snarl of men
A digging graves they told me,
So 'tarnal long, so 'tarnal deep,
They 'tended they should hold me.
:Refrain
:It scared me so, I hooked it off, 
Nor stopped, as I remember,
Nor turned about till I got home,
Locked up in mother's chamber.
:Refrain
Général George P. Morris